# Цапан, Марко
Ма́рко Ца́пан (хорв. Marko Capan; род. 24 февраля 2004) — хорватский футболист, полузащитник клуба «Широки-Бриег».

## Клубная карьера
Цапан — воспитанник сплитского клуба «Хайдук». 11 февраля 2023 года в матче против «Вараждина» он дебютировал в чемпионате Хорватии. Летом того же года Цапан на правах аренды перешёл в боснийский «Широки-Бриег». 4 августа в матче против «Посушье» он дебютировал в чемпионате Боснии и Герцеговины. 6 марта 2024 года в поединке Кубка Боснии и Герцеговины «Вележа» Марко забил свой первый гол за «Широки-Бриег».